# Bahia Sul Celulose
Bahia Sul Celulose foi uma empresa brasileira de papel e celulose localizada em Mucuri, no sul da Bahia. A empresa era uma joint venture entre a Suzano Papel e Celulose e a Companhia Vale do Rio Doce, que cada uma delas detinha 50% de participação no mercado.

## História
A empresa foi fundada em 8 de dezembro de 1987 pelas empresas Suzano e CVRD. Dois anos depois, começaram a implantação da fábrica no munícipio baiano de Mucuri. Cinco anos depois, a empresa iniciou suas atividades. O nome Bahia Sul se refere a região sul da Bahia, no qual onde a empresa tem sua sede localizada nessa região.
Além da Suzano e da CVRD compor a participação acionária, o BNDESPAR (holding do BNDES), a Corporação Financeira Internacional (do Grupo Banco Mundial) e o Fundo de Investimentos do Nordeste (FINOR), ligado à Superintendência de Desenvolvimento do Nordeste (SUDENE) também fizeram parte da participação acionária.
Em 2001, a Suzano adquire a parte do controle da Bahia Sul que pertencia à CVRD. Em 2004, a empresa foi incorporada pela Suzano.